# Serhij Holovatyj
Serhij Petrovyč Holovatyj (in ucraino Сергій Петрович Головатий?; Odessa, 29 maggio 1954) è un giurista, avvocato e politico ucraino, due volte Ministro della giustizia, membro della Verchovna Rada per sei legislature e giudice della Corte costituzionale dal 2018, di cui è Presidente ad interim dal 2020 in seguito alla crisi politico-costituzionale ucraina.

## Biografia
Nacque a Odessa nel 1954 da Petro Charytonovyč, ex militare ed invalido di guerra divenuto addestratore dell'esercito, e Nadija Tymofiïvna, insegnante di lingua e letteratura russa, anche se nel 1955 si trasferì con la famiglia a Smila. Conclusi gli studi superiori si è iscritto presso la Facoltà di Relazioni internazionali e Diritto internazionale dell'Università statale di Kiev, dove si è laureato con lode nel 1977 e ha poi conseguito un dottorato nel 1980 sempre in diritto internazionale; presso il medesimo ateneo ha compiuto studi post-laurea presso il Dipartimento di Storia e Diritto dei paesi asiatici, africani e latinoamericani e vi ha insegnato nel corso degli anni '80 e nuovamente tra il 2011 e il 2013.
Nel settembre 1989 si unì al Movimento del Popolo dell'Ucraina (Ruch), venendo conseguentemente espulso dal Partito Comunista, e fu eletto alla Verchovna Rada della RSS Ucraina nelle elezioni parlamentari del 1990. Nello stesso periodo è stato coautore della Dichiarazione di sovranità dell'Ucraina e della Dichiarazione d'indipendenza dell'Ucraina così come del Trattato costituzionale tra la Verchovna Rada e il Presidente dell'Ucraina sui principi di base del funzionamento dello Stato, antesignano della Costituzione poi approvata nel 1996. Si è inoltre occupato della depenalizzazione del reato di diffamazione ai sensi del nuovo Codice penale dell'Ucraina, approvato nel 2001, della presentazione di un ricorso, poi approvato, alla Corte costituzionale per l'abolizione della pena di morte, e ha contribuito alla legislazione delle lingue presenti in Ucraina (in particolare ucraino e russo); è stato anche coautore del Codice civile e del Codice di procedura amministrativa. È stato rieletto alla Verchovna Rada per altre cinque legislature consecutive, nelle quali pur non essendosi iscritto ad alcun partito ha fatto parte di diversi gruppi parlamentari.
Tra il 1995 e il 1997 è stato Ministro della giustizia nei governi guidati da Jevhen Marčuk e Pavlo Lazarenko, tornando a ricoprire tale carica tra il 2005 e il 2006 nel breve governo di Jurij Jechanurov. Dopo esser stato consigliere del Presidente dell'Ucraina Petro Porošenko per gli affari costituzionali tra il 2015 e il 2017, il 22 febbraio 2018 è stato nominato da quest'ultimo giudice della Corte costituzionale, per la quale ha prestato giuramento il 2 marzo successivo. Nel 2019 è divenuto Vicepresidente della stessa corte e a partire dal 29 dicembre 2020 ne è divenuto Presidente ad interim in seguito alla controversa destituzione di Oleksandr Tupyc'kyj.